# Noctem
Noctem är ett black/death/thrash-band från Valencia, Spanien, som grundades 2001 och släppte sitt första studioalbum, Divinity, i april 2009 på Noisehead Records i Europa och en månad senare av Relapse Records i Nordamerika. Två år senare släpptes Oblivion, producerat av Daniel Cardoso och utgivet av Rising Records.

## Medlemmar
Nuvarande medlemmar
- Beleth – sång (2001– )
- Varu – basgitarr (2015– )
- Voor (Arnau Martí) – trummor (2015– )

Tidigare medlemmar
- Urmila – violin
- Sonetchka – basgitarr (2001–2007)
- Monra – trummor (2001–2007)
- Alasthor – gitarr (2001–2007)
- Exo – sologitarr (2001–2019)
- Mortem – basgitarr (2006–2008)
- Helion – rytmgitarr (2008–2013)
- Ul – basgitarr (2008–2015)
- Darko – trummor (2008–2011)
- Vhert – trummor (2011–2015)
- Nekros – gitarr (2013–2015)
- Ethell – gitarr (2015–?)

Turnerande medlemmar
- Ben Pakarinen – rytmgitarr (2015– )
- Iván Leria – gitarr (2017)
- Math (Mirøslav Wølfs Søn) – basgitarr (2019)

## Diskografi
Demo
- Unholly Blood (2002)
- God Among Slaves (2007)

Studioalbum
- Divinity (Noisehead Records, 2009)
- Oblivion (Rising Records, 2011)
- Exilium (Rising Records,2014)
- Haeresis (Prosthetic Records, 2016)
- The Black Consecration (Art Gates Records, 2019)

Livealbum
- Live 2004 (2004)

## Musikvideor
- Divinity
- Across Heracles Toward (censored)
- Under Seas Of Silence